# آیرملوها
آیرملوها (به ترکی آذربایجانی: Ayrımlar) یکی از ۲۴ قیبه ترکان اغوز هستند بر اساس نوشته محمود کاشغری یازدهمین قبیله هستند گروه ترک‌زبان که از بومیان آذربایجانی در قفقاز بودند و در اواخر قرن نوزدهم و اوایل قرن بیستم، پس از نبرد گنجه برخی از آنان به ایران و ترکیه مهاجرت کردند. همینک نام مناطق جغرافیایی در جمهوری آذربایجان و نواحی شمالی ارمنستان از پسوند و پیشوند آیرملو وجود دارد. این قوم در اواخر قرن ۱۹ ام و اوایل قرن بیستم وارد ایران شدند و در شمالغرب شهرستان ماکو ساکن شدند.

## آیرملوها در ایران
آیرملوها از اقوام نزدیک به دربار پهلوی بودند. نوش‌آفرین آیرملو مادر رضاشاه و تاج‌الملوک آیرملو همسر وی که مادر محمدرضا پهلوی بود و محمدحسین آیرم از فرماندهان نظام شاهنشاهی از جمله آیرملوهای نزدیک به دربار بودند. در ارتش شاهنشاهی نیز صاحب منصبانی از آیرملوها همچون محمود آیرم امیر لشکر جنوب بود.

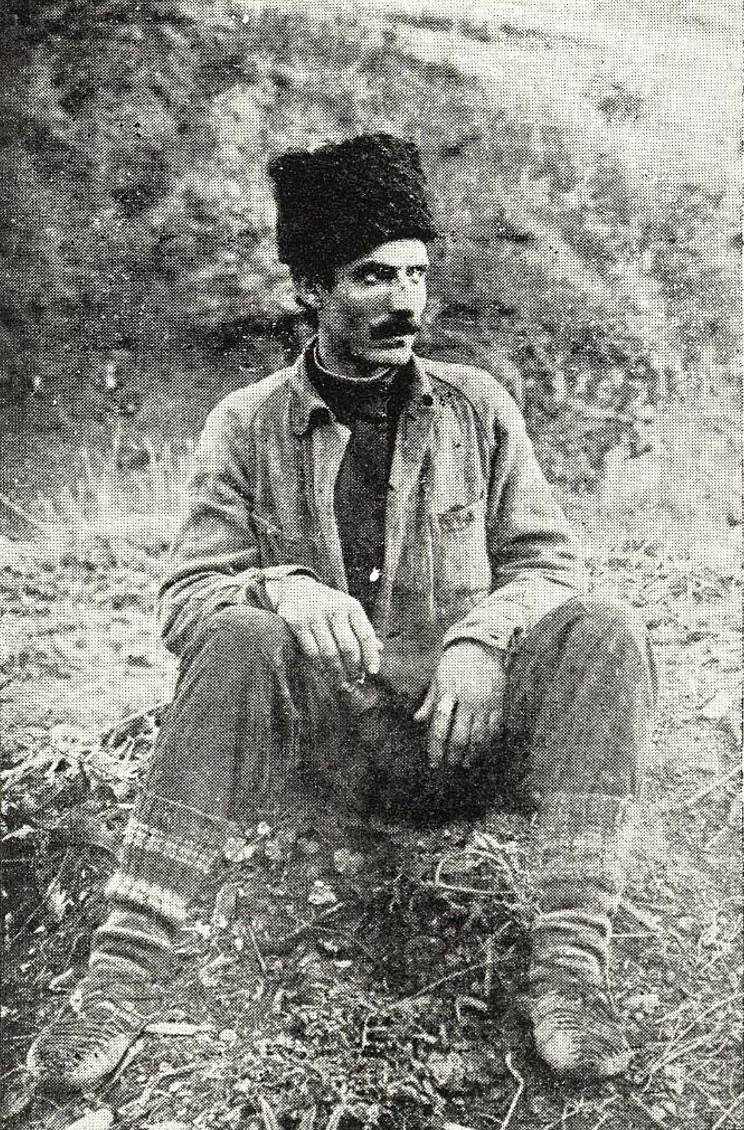
یک آیرملو از ایالت گنجه (گنجه اوزید در امپراتوری روسیه تزاری).

َتاج‌الملوک آیرملو:
تاج‌الملوک آیرملو از ایل آیرملو بود که با رضاشاه پهلوی ازدواج کرد و صاحب چهارفرزند به نام‌های محمدرضا پهلوی، شمس پهلوی، اشرف پهلوی و علیرضا پهلوی شد. تاج‌الملوک بعدها پس از به سلطنت رسیدن همسرش رضاشاه ملکه تاج‌الملوک یا ملکه پهلوی و پس از به سلطنت رسیدن پسرش محمدرضاشاه ملکه‌مادر خوانده می‌شد. ملکه تاج‌الملوک از زنان قدرتمند زمان خود بود. گفته می‌شود او تنها کسی بود که می‌توانست در مقابل رضاشاه بایستد. با وقوع انقلاب و سقوط سلسله پهلوی تاج‌الملوک به همراه دختر و دامادش به آمریکا رفت و بعد چند سال درگذشت.
نوش‌آفرین آیرملو:
نوش‌آفرین آیرملو با عباسعلی داداش بیگ ازدواج کرد که حاصل این ازدواج رضاشاه بنیانگذار سلسله پهلوی بود. نوش آفرین در حدود سال‌های ۱۲۶۳-۱۲۶۴ خورشیدی در تهران درگذشت.
تیمورخان آیرملو:
میرپنج تیمورخان آیرملو یکی از خانواده‌هایی بود که هنگام تحویل ۱۷شهر قفقاز به روس به ایران مهاجرت کردند و بعدها به آیرملو مشهور شدند. تیمورخان در قزاقخانه استخدام شد و به تدریج تا درجه میرپنجی بالا رفت.تاج الملوک دختر تیمورخان با رضاشاه پهلوی ازدواج کرد. میرپنج تیمورخان آیرملو در حدود سالهای ۱۳۰۲–۱۲۹۸ خورشیدی درگذشت.
تاج‌الملوک آیرملو همسر رضا شاه بیان می‌کند که: «رضا سرباز زیردست پدرم تیمور آیرُملو بود و در جبهه قفقاز هنگامی که گروهی از [بریگارد] قزاقها که پدرم نیز در بین آنان بود تحت محاصره نیروهای ارتش سرخ شوروی قرار داشتند، رضا که مسؤول یک قبضه مسلسل بود محاصره را شکست و جان پدر را از خطر مرگ نجات داد. پس از این حادثه، رضا مورد توجه پدرم قرار گرفت و او را به فرماندهی قوای نظامی قزوین منصوب کرد و پس از مدتی من را به عقد او درآورد.»
ژنرال محمدحسین آیرم:
ژنرال محمدحسین آیرم، محمدحسین آیرُم (۱۲۶۱–۱۳۲۷) سرلشکر ارتش و رئیس شهربانی و مؤسس اداره سیاسی شهربانی در دورهٔ رضاشاه بود.
ژنرال محمدحسین آیرم ۱۳سال پس از فرار از ایران، در سال ۱۳۲۷ در سن ۶۵سالگی پس از یک عمل جراحی در لیختن‌اشتاین در آلمان درگذشت.
نویسنده کتاب شرح حال رجال نظامی و سیاسی معاصر ایران، باقر عاقلی، وی را با عناوین قزاق، رئیس نظمیه، دیکتاتور، غارتگر، امیرلشکر، محمدحسین آیرُم فرمانده مقتدر و سفاک ایرانی معرفی کرده‌است،
محمود آیرم:
محمود آیرم از افسران ارشد قزاقخانه بود. او اولین افسر ایرانی است که با درجه سرتیپی به ریاست ستاد قزاقخانه رسیده بود. وی مدتی نیز رئیس آتریاد همدان و مدتی فرمانده قشون مازندران بود.
در سال ۱۳۰۱ به دنبال تشکیل ارتش نوین و تأسیس پنج لشکر مستقل، آیرم با ارتقاء به درجه امیرلشکری به فرماندهی لشکر جنوب که مرکز آن در اصفهان بود منصوب شد.
چندسال بعد رضاشاه او را به دلایلی از فرماندهی لشکر جنوب برکنار و به تهران احضار کرد و به زندان انداخت. گفته شد مبلغی از پول‌هایی که اندوخته بود در اختیار رضاشاه قرار داد تا از زندان آزاد شد و در حدود سال ۱۳۱۲ در تهران درگذشت.